# Catherine L. Mann
Catherine L. Mann es miembro del Comité de Política Monetaria del Banco de Inglaterra. Antes de su nombramiento, fue economista jefe global en Citi, cargo que ocupó en 2018 hasta 2021. También fue economista jefe de la OCDE.

## Educación
Mann tiene una licenciatura en economía, magna cum laude, de la Universidad de Harvard en 1977.  Luego se dirigió al MIT donde obtuvo un Ph.D. en Economía Internacional en 1984.

## Carrera profesional
Mann ha trabajado como economista en el Consejo de Asesores Económicos de la Administración Bush, donde asesoró sobre la Unión Monetaria Europea, las economías latinoamericanas y las economías en transición de la antigua URSS.
Trabajó como economista en la Reserva Federal, fundamentalmente en la división de Finanzas Internacionales del banco.
A partir de 2006, Mann fue profesora en la Universidad de Brandeis y, desde 2010, fue nombrada profesora “Barbara '54 y Richard M. Rosenberg de Economía y Finanzas Internacionales” en la Universidad de Brandeis. Se fue a la OCDE en 2014.
Entre 2014 y 2017 fue nombrada economista jefe y jefa del departamento de economía de la OCDE.

### Contribución académica
El trabajo de Mann se ha concentrado en el déficit comercial de EE. UU., y la fluctuación del tipo de cambio del dólar estadounidense.

## Publicaciones

### Libros
- Catherine L. Mann (2006). Accelerating the Globalization of America: The Role for Information Technology. Columbia University Press. p. 256. ISBN 9780881323900.
- Catherine L. Mann (1999). Is the U.S. Trade Deficit Sustainable?. Columbia University Press. pp. 224. ISBN 9780881322644.

### Artículos periodísticos
- Catherine L. Mann; John S. Wilson; Tsunehiro Otsuki (2005). «Assessing the Benefits of Trade Facilitation: A Global Perspective». World Economy 28 (6): 841-871. doi:10.1111/j.1467-9701.2005.00709.x.
- Catherine L. Mann (1986). «Prices, profit margins, and exchange rates». Federal Reserve Bulletin 72 (6): 366-379.